# 中村洗石
中村 洗石（なかむら せんせき、生没年不詳）とは明治時代の日本画家、口絵画家。

## 来歴
富岡永洗の門人であると見られる。経歴は明らかではないが、挿絵画家としての名前は所々で見つけられる。木版口絵の例に1960年（明治35年）刊行の村上浪六の小説「八幡座」（嵩山堂版）があげられる。